# 1657
1657 је била проста година.

## Догађаји

### Април
- 20. април — У Енглеско-шпанском рату енглеска флота, под командом адмирала Роберта Блејка, напала и потопила свих 16 шпанских ратних бродова у луци Санта Круз на Тенерифима, а потом разорила град.

## Смрти

### Април
- 7. август — Роберт Блејк, енглески адмирал